# Wielomiany Laguerre’a

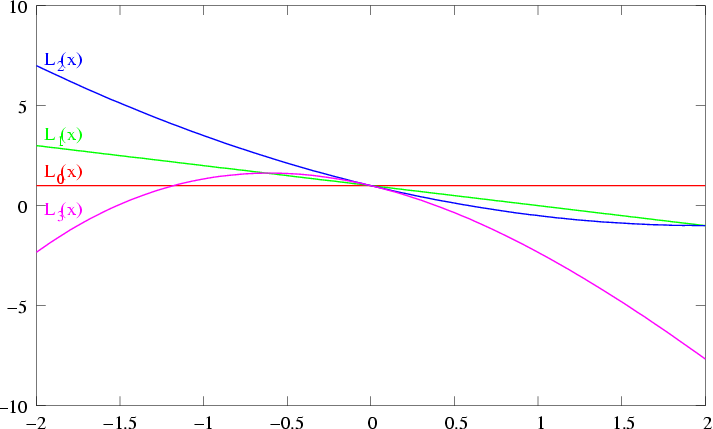
Wykresy pierwszych czterech wielomianów Laguerre’a

Wielomiany Laguerre’a – wielomiany o współczynnikach rzeczywistych zdefiniowane jako:
{\displaystyle L_{n}(x)={\frac {e^{x}}{n!}}{\frac {d^{n}}{dx^{n}}}\left(x^{n}e^{-x}\right).}

## Funkcja generująca
Wielomiany Laguerre’a są współczynnikami przy potęgach {\displaystyle z} w rozwinięciu w szereg Maclaurina funkcji:
{\displaystyle g(x,z)={\frac {\exp \left(-{\frac {zx}{1-z}}\right)}{1-z}}.}
Zachodzi zależność:
{\displaystyle g(x,z)={\frac {\exp \left(-{\frac {zx}{1-z}}\right)}{1-z}}=\sum _{n=0}^{\infty }L_{n}(x)z^{n}.}

## Własności
- {\displaystyle L_{n}(0)=1}

- {\displaystyle L_{n}(x)={\frac {e^{x}}{2\pi i}}\oint {\frac {s^{n}e^{-s}}{(s-x)^{n+1}}}ds,\quad {}} gdzie całkowanie odbywa się po dowolnym konturze zawierającym {\displaystyle x}

- {\displaystyle (n+1)L_{n+1}(x)=(2n+1-x)L_{n}(x)-nL_{n-1}(x)}

- {\displaystyle x{\frac {dL_{n}(x)}{dx}}=nL_{n}(x)-nL_{n-1}(x)}